# Edgar Rentería
Edgar Rentería (* 7. August 1975 in Barranquilla, Kolumbien) ist ein kolumbianischer Baseballspieler in der US–Major League Baseball. Er spielte als Shortstop für die Cincinnati Reds.

## Karriere
1992 kam Edgar Rentería im Alter von 16 Jahren für 16.000 US-Dollar bei den Florida Marlins unter Vertrag. Sein Debüt in der Major League Baseball gab er 1996. Er beendete die Saison mit einer Batting Average von .309, 68 Runs und 16 Stolen Bases in 106 Spielen. In der Wahl zum National League Rookie of the Year kam er auf den zweiten Platz hinter Todd Hollandsworth von den Los Angeles Dodgers. Im Jahr 1997 gewann er mit den Marlins die World Series. Im elften Inning des siebten Spiels holte er den Sieg bringenden Punkt für Florida. 1998 nahm Rentería erstmals am All-Star Game teil.
Für die Saison 1999 wurde Rentería zu den St. Louis Cardinals getradet. Mit den Cardinals erreichte er 2004 erneut die World Series.

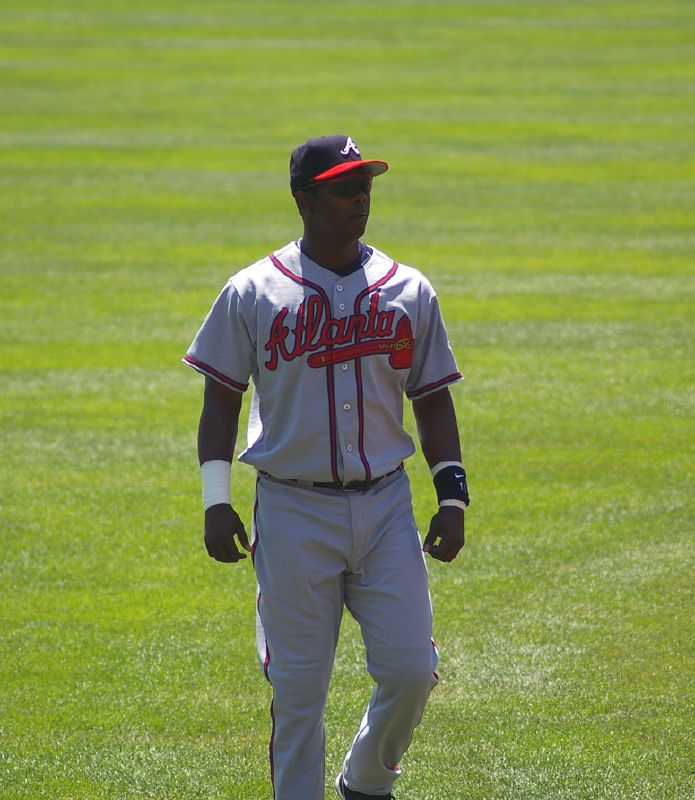
Rentería im Braves-Trikot im Juni 2007

Im Dezember 2004 unterzeichnete Rentería einen Vier-Jahres-Vertrag mit den Boston Red Sox für 40 Mio. US-Dollar. Die Saison 2005 verlief jedoch sehr enttäuschend für ihn. Ihm unterliefen eine Rekordzahl von 30 Fehlern. Neben den defensiven Schwächen erzielte er dafür erstmals 100 Runs in einer Saison. In der American League Division Series unterlag er mit den Red Sox den Chicago White Sox, die in der Folge die World Series gewannen.
Nach der Saison 2005 wurde Rentería zu den Atlanta Braves getradet. In der folgenden Saison unterliefen ihm nur noch 13 Fehler, die Batting Average betrug .293 und er erzielte 14 Home Runs und 70 Runs Batted In. Die Saison 2007 begann äußerst erfolgreich und er war lange auf dem Weg über 200 Hits zu erreichen. Am 2. August jedoch verstauchte er sich den Knöchel und wurde temporär auf die „disabled list“ gesetzt. Dies machte seine Chance zunichte, über 200 Hits zu erzielen.
Am 29. Oktober 2007 wurde Rentería zu den Detroit Tigers getradet. Die Saison 2008 verlief jedoch sehr enttäuschend für ihn und die Tigers und so wurde seine Option für die Saison 2009 nicht wahrgenommen.
Am 4. Dezember 2008 unterzeichnete Rentería einen Zwei-Jahres-Vertrag mit den San Francisco Giants über 18,5 Mio. US-Dollar mit einer Option für die Saison 2011. Die Saison 2010 begann er mit der hervorragenden Quote von 11 Hits in den ersten 19 „at-bats“. Durch verschiedene Verletzungen konnte er jedoch insgesamt nur 72 Spiele in dieser Saison absolvieren. Er erreichte jedoch mit den Giants die World Series 2010, die sie mit 4-1 gegen die Texas Rangers gewannen. Im fünften Spiel erzielte er einen spielentscheidenden Home Run mit 3 Runs. Das Spiel endete schließlich mit 3-1 für die Giants. Im Anschluss wurde Rentería auch zum MVP der World Series gewählt. Am 5. November 2010 entschlossen sich die Giants die Option für die Saison 2011 nicht wahrzunehmen. Rentería kündigte jedoch an, in der Saison 2011 noch spielen zu wollen. Die Giants offerierten einen Ein-Jahres-Vertrag über eine Million US-Dollar, den er jedoch ablehnte.
Rentería unterzeichnete am 7. Januar 2011 schließlich einen Ein-Jahres-Vertrag mit den Cincinnati Reds über 2,1 Mio. US-Dollar plus 0,9 Mio. US-Dollar Leistungsbonus. Er begann die Saison als Ersatzspieler, da Paul Janish die Saison als Shortstop begann.

## Stationen
- Florida Marlins (1996–1998)
- St. Louis Cardinals (1999–2004)
- Boston Red Sox (2005)
- Atlanta Braves (2006–2007)
- Detroit Tigers (2008)
- San Francisco Giants (2009–2010)
- Cincinnati Reds (seit 2011)

## Erfolge und Auszeichnungen
- World Series MVP: 2010
- World Series Champion: 1997, 2010
- Fünf Teilnahmen am All-Star Game: 1998, 2000, 2003, 2004, 2006
- Gold Glove Award: 2002, 2003
- Silver Slugger Award: 2000, 2002, 2003